# Saint-Imier
Saint-Imier (niem. Sankt Immer) – gmina (niem. Einwohnergemeinde) w północno-zachodniej Szwajcarii, w kantonie Berno, w regionie administracyjnym Berner Jura, w okręgu Berner Jura. 31 grudnia 2020 roku liczyła 5 156 mieszkańców. Przez teren gminy przebiega droga główna nr 30.

## Osoby

### urodzone w Saint-Imier
- Conny Perrin, tenisistka
- Fritz Tschannen, skoczek narciarski